# Othello (manga)
Pour les articles homonymes, voir Othello.
Othello (オセロ, Osero) est un manga shōjo de Satomi Ikezawa prépublié dans le magazine Bessatsu Friend et publié au Japon aux éditions Kōdansha entre 2001 et 2004 et en français chez Pika Édition.

## Histoire
Yaya Higuchi est une jeune lycéenne super timide et très réservée. Elle adore le cosplay et en fait secrètement le week-end, elle se déguise en Juliet, son groupe préféré mais bizarrement le chanteur de celui-ci, Shôhei, a disparu et a laissé son groupe seul. Moriyama, est un garçon assez mystérieux, il va par la suite du manga protéger Yaya à plusieurs reprises tout comme ses deux amies. Amies qui auparavant abusaient du caractère faible de Yaya jusqu'à ce que Nana, la double personnalité de Yaya apparut et leur infligea une « punition divine ».